# Kurt Metzner
Kurt Otto Friedrich Metzner (* 6. Mai 1895 in Halle (Saale); † 13. Juli 1962 in Idar-Oberstein) war ein deutscher Jurist, Verleger, Diplomat und Kulturpolitiker.

## Leben
Kurt Metzner wurde am 6. Mai 1895 in Halle (Saale) geboren, wo er ab 1904 die Latina der pietistisch orientierten Franckeschen Stiftungen besuchte. Nach philosophischen, literaturwissenschaftlichen und naturwissenschaftlichen Studien erhielt er von 1921 bis 1926 eine praktische Ausbildung im PAN Verlag R. Heise, der seinen Sitz im Bezirk Charlottenburg hatte. 1925 wurde Metzner Miteigentümer neben Rolf Heise. Zu den Hauptautoren des Verlages zählten Arthur Liebert, Emil Utitz und Rudolf Stammler. Hauptsächlich gab der Verlag philosophische Schriften, darunter Publikationen der Kant-Gesellschaft und die „Quellenhandbücher der Philosophie“ heraus.
1936 wurde Metzner hauptamtlicher Mitarbeiter der Reichsschrifttumskammer, als Abteilungsleiter der „Gruppe Schriftsteller“. Am 16. Oktober 1937 beantragte er die Aufnahme in die NSDAP und wurde rückwirkend zum 1. Mai desselben Jahres aufgenommen (Mitgliedsnummer 5.919.357). Später wurde Metzner zudem Mitarbeiter im Schriftstellerverband „Reichswerk Buch und Volk“. Innerhalb der Reichsschrifttumskammer gab Metzner das Journal
Der deutsche Schriftsteller. Zeitschrift für die Schriftsteller in der Reichsschrifttumskammer heraus.
Metzner wurde zum Ministerialrat ernannt und arbeitete seit 1943 in der Kulturpolitischen Abteilung des Auswärtigen Amtes.
Nach Ende des Zweiten Weltkrieges wurde Metzner in der Sowjetischen Besatzungszone auf die Liste jener Autoren gesetzt, „deren gesamte Produktion endgültig zu entfernen ist“.

## Publikationen
- Weltbrand, Drama, 1920
- Die geistige Struktur der politischen Parteien Europas, herausgegeben von Kurt Otto Metzner, Pan-Verlagsgesellschaft, Berlin, 1931
- Philosophie am Scheideweg. Ein Beitrag zur Neugestaltung der Kant-Gesellschaft beim Erscheinen des vierzigsten Bandes der Kant-Studien. In: Deutsche Wissenschaft, Erziehung und Volksbildung, 1. 1935
- Geordnete Buchbesprechung, Handbuch zur Neugestaltung des Buchbesprechungswesens für Presse und Verlag, Börsenverein der deutschen Buchhändler, Leipzig, 1935
- Sinn und Unsinn der Buchbesprechung
- Von Rechts wegen: eine Friedrich-Erzählung, Verlag Holle & Co., Berlin 1936

### Als Herausgeber oder Mitherausgeber
- Immanuel Kant, 1923
- Kritizismus, 1925
- Eckermann, Gespräche mit Goethe
- Michael Kohlhaas von Heinrich v. Kleist
- Kürschners Deutscher Literatur-Kalender: 1939, von Gerhard Lüdtke und Kurt Metzner, Verlag de Gruyter, Berlin, Leipzig, 1939
- Der deutsche Schriftleiter